# 王德懋 (1921年)
王德懋（1921年—），男，贵州贵阳人，中华人民共和国物理学家、政治人物，贵阳师范学院教授，曾任贵州省政协副主席，中国民主同盟贵州省委员会主任委员，第六、七届全国人大代表。